# Mazzite-Na
La mazzite-Na è un minerale.